# Polenzko
Polenzko este o comună în Saxonia-Anhalt, Germania